# Панда сексуальних домагань
 «Панда сексуальних домагань» (англ. Sexual Harassment Panda) — епізод 306 (№ 37) серіалу «Південний Парк», прем'єра якого відбулася 7 липня 1999 року.

## Сюжет
Містер Гаррісон на уроці знайомить дітей зі шкільним освітнім маскотом Піті «пандою сексуальних домагань», який розповідає дітям про шкоду  сексуальних домагань і про те, як від них захиститися. Заняття, яке проводить Панда, наводить на всіх страшну нудьгу, однак, коли  Стен під час дрібної перепалки називає  Картмана «сракосмоктачем», той заявляє, що Стен сексуально домагається до нього. За допомогою свого адвоката, яким є батько  Кайла Джеральд Брофловські, Картману вдається засудити Стена і вилучити у нього половину всіх його іграшок. Джеральд каже, що на цьому не варто зупинятися, і пропонує Еріку подати в суд на  початкову школу. Картман подає в суд на школу і виграє справу. Це призводить до того, що позови (спочатку дітей, а потім і дорослих) з питанням про сексуальні домагання стають все популярнішими.
У зв'язку з тим, що на всіх позовах адвокатом виступає Джеральд, сім'я Брофловські стає все багатшою, хоча Кайл цим і не особливо задоволений. У зв'язку з численними програними позовами школі доводиться скорочувати свій бюджет; зокрема, тепер вчителі дряпають на дошці цвяхом замість того, щоб писати крейдою. Крім того, школа проводить скорочення штату і звільняє Тома Морріса — так звуть граючу Панду людину, хоча він забув про це і щиро вважає себе пандою. У класі з дітьми сидить їх загальний адвокат — Джеральд Брофловські, також заважає процесу навчання своїми адвокатськими настановами.
Стену, Кайлу, Картману і  Кенні набридає все, що відбувається, і вони вирішують знайти того, хто став причиною всієї проблеми — Панду. Врешті-решт вони приходять на Острів Покинутих Талісманів, де живуть нікому не потрібні маскоти, і розповідають Панді, що сталося. Той вирішує змінити ситуацію. Тим часом у  Саут-Парку починається масштабний судовий процес «Кожний проти Кожного»; кожного в ролі адвоката представляє Джеральд Брофловські. Під час судового засідання Панда сексуальних домагань приходить в зал суду і пояснює всім, що їх поведінка нерозумна, оскільки погано позначається на якості навчання і життя людей в цілому. Тепер Піті-Панда заявляє, що його звуть Панда «Досить судитися». Всі погоджуються з ним і тут же вирішують подати в суд на Джеральда, який поглибив конфлікт своєю діяльністю, однак той раптово починає завзято захищати точку зору Панди і говорить про те, що подавати один на одного в суд без серйозної причини не слід.

## Смерть Кенні
На острові непотрібних талісманів хлопці зустрічають Яструба Джиммі «Не вживайте магніт, якщо хтось поряд увікнув фен». Щоб продемонструвати правоту своїх слів, Яструб Джиммі дає Кенні магніт і включає величезний вентилятор; Кенні втягується туди, і його розносить на дрібні шматочки. Стен і Кайл кажуть стандартну фразу, але тут же згадують Панду і забувають про Кенні.

## Пародії
- Епізод пародіює надзвичайно часті в середині 90-их позови з сексуальним домаганням в школах.
- Острів Непотрібних Талісманів (англ. The Island of Misfit Mascots) — пародія на Острів Непотрібних Іграшок (англ. The Island of Misfit Toys) з дитячої телепередачі «Рудольф — червононосий північний олень[en]».

## Факти
- Панда озвучений точно таким же голосом, як  Санта з « Ісуса проти Фрості».
- Згідно з цим епізодом, прізвище Кайла і його сім'ї пишеться як Broflofski. У виданому незадовго до епізоду повнометражного фільму «Саут-Парк: великий, довгий і необрізаний» прізвище написане як «Broflovski», що і є правильною версією.